# Gävle moské
Gävle moské, även kallad al-Rashideen-moskén eller Gävle Islamiska Center, är en moské i Gävle, Sverige. Moskén är belägen på Södra Rådmansgatan i stadsdelen Söder, i lokaler som en qatarisk stiftelse köpte av Metodistkyrkan för fem miljoner kronor.

## Historik

### Som kyrka 1964 - 2008
Byggnaden på Södra Rådmansgatan invigdes 1964 och användes då som metodistkyrka. Den ritades av dåvarande församlingsmedlemmen, och tillika arkitekten, Rudolf Holmgren.

### Som moské 2008 -
År 2008 såldes byggnaden till den qatariska stiftelsen Sheik Eid Mohammam Al-Thani Charity Organisation (Eyd Charity) och invigdes året därpå, efter ombyggnation, som moské  En av Eyd Charitys grundare var Abd al-Rahman bin Umayr al-Nuaymi, en av de främsta finansiärerna till terroristorganisationen Al-Qaidas gren i Irak som senare ombildades till Islamiska Staten.
År 2015 satt fyra representanter för qatariska Eyd Charity i moskéns styrelse, dessa fyra var även styrelsemedlemmar i Örebro moské. Samma år försökte dessa styrelsemedlemmar och imam Abo Raad ta över moskén i Eskilstuna och införa en salafistisk variant av Islam, men länsstyrelsen godkände dem inte som styrelsemedlemmar i stiftelsen på grund av för dåliga personuppgifter.

## Exteriör
Moskén är byggd i mörkt tegel i kubform, och har en tung ekdörr i entrèn. Ovanför ingången finns en baldakin.

## Gefle Dagblads granskning av moskéns ledning 2015-2016
Gefle Dagblad inledde i september 2015 en granskning av ledningen av moskén. Tidningen uppgav att den qatariska stiftelsen som finansierat moskén vill sprida den salafistiska grenen av islam, wahhabism. Moskéns imam Abo Raad påstods år 2015 stödja militant islam på sociala medier. Sedan Gefle Dagblad granskat kretsen av radikala islamister kring al-Rashideen-moskén mordhotades tidningens chefredaktör. Gärningsmannen, en nära släkting till moskéns imam, dömdes till två månaders fängelse.